# Реальная любовь в Нью-Йорке
«Реальная любовь в Нью-Йорке» (англ. The Kindness of Strangers, дословно «Доброта незнакомцев») — международный кинопроект Лоне Шерфиг, выступившей режиссёром и сценаристом. Слоган: «Если веришь в любовь — чудо случится». Премьера в мире состоялась 7 февраля 2019 года на 69-м Берлинском международном кинофестивале, где он был фильмом открытия и участником основной конкурсной программы. В России фильм вышел в прокат 19 декабря («Экспонента Фильм»).

## Сюжет
Предновогодний Нью-Йорк кипит в ожидании праздника. Но не всем в эти дни до чудес. Кому-то и здесь не хватает любви, тепла семейного очага или просто крыши над головой.

## В ролях
| Актёр              | Роль        |
| ------------------ | ----------- |
| Андреа Райзборо    | Элис        |
| Тахар Рахим        | Марк        |
| Зои Казан          | Клара Скотт |
| Билл Найи          | Тимофей     |
| Калеб Лэндри Джонс | Джефф       |
| Джей Барушель      | Джон Питер  |
| Давид Денсик       | Ларс        |
| Уилл Боус          | Хэмилтон    |

## Критика
Обозреватель The Guardian Питер Брэдшоу обращает внимание на неудачную работу Лоне Шерфиг со звёздным актёрским составом, где лишь Билл Найи в роли русского официанта выделяется светлым пятном, и ставит фильму 2 звезды из 5 возможных.
Олеся Трошина из Empire в своей рецензии пишет: «Это несомненно духоподъёмное кино, пропагандирующее в крайне ненавязчивой манере безоговорочную и ничего не требующую взамен человеческую доброту».
Рита Железнякова (SunMag) называет картину Шерфиг  «драмой про холодный Нью-Йорк с согревающим сердце финалом».